# Decreti Beneš
I decreti Beneš, ufficialmente, in lingua ceca dekrety prezidenta republiky, in italiano "decreti del presidente della repubblica", sono una serie di leggi emanate da Edvard Beneš che era, durante la seconda guerra mondiale, presidente in esilio della Cecoslovacchia occupata. In assenza della ratifica da parte del Parlamento cecoslovacco, le leggi venivano emendate dal governo in esilio della Cecoslovacchia.
I decreti Beneš sono le prime leggi che ratificano l'esproprio dei beni e l'espulsione dei tedeschi dei Sudeti e degli ungheresi di Slovacchia dai territori della Cecoslovacchia.
I decreti possono essere divisi in tre  gruppi:
- 1940-1944: decreti ratificati durante il governo in esilio a Londra, riguardanti soprattutto la formazione del governo in esilio, l'esercito e la sua formazione
- 1943-1945: organizzazione del controllo dei territori della Cecoslovacchia liberata
- fine 1945: decreti finalizzati all'espulsione delle minoranze tedesche e magiare.

| Controllo di autorità | VIAF (EN) 205790331 · GND (DE) 4483720-3 |